# Боргезки борец
Боргезски борец, погрешно наричана Гладиатор, e елинистическа мраморна статуя на воин с меч, изваяна в Ефес около 100 пр.н.е.
В надпис на пиедестала авторът ѝ е наречен Агасий, син на Досифей – ваятел, неизвестен от други източници.
Статуята е открита при разкопки на морския дворец на Нерон в Анцио-Нетуно. Постъпила е в сбирката на Сципион Боргезе в неговата вила Боргезе в Пинчо, откъдето идва името на скулптурата. При реставрацията сюжетът е погрешно изтълкуван като изображение на гладиатор - по-вероятно е това да е Ахил, сражаващ се с амазонките.
През 18 век славата на Гладиатора била толкова голяма, че било трудно да се намери аристократично имение (особено в Англия), където да не стои нейно копие.
По молба на Наполеон неговият зет Камило Боргезе през 1807 г. му продава сбирката си от антики. Оттогава оригиналът на Гладиатора е изложен в Лувъра.

## Галерия
- Копие в двореца Шарлотенбург
- „Трима разглеждат макет на Гладиатора“, Джозеф Райт (1765)
- Рисунка на австралийски аборигени, вдъхновена от „Боргезски борец“
- „Брук Уотсон и акула“, Сингълтон Копли. Позата на човека във водата е основана на „Боргезски борец“